# 佛罗里达 (古巴)
佛罗里达（西班牙語：Florida）是古巴的城鎮，属卡馬圭省，始建於1907年，面積1,800平方公里，海拔高度65米，2004年人口73,612，人口密度為每平方公里1,761人。

## 外部連結
- （西班牙文） Camaguey-Florida